# Pbil m/39
Pansarbil m/39 (укр. Пансарбіл м/39, pansarbil — бронеавтомобіль, Lynx — рись), скорочено — Pbil m/39 — шведський бронеавтомобіль періоду 1930-х років. Розроблений компанією Landsverk AB (укр. Ландсверк) в 1937—1938 роках і спочатку випускався для експорту. Однак після початку Другої світової війни, майже всі випущені бронеавтомобілі опинилися у шведській армії, в якій вони перебували на озброєнні до середини 1950-х років.

## Історія
Шведська компанія Landsverk AB в 1937 розпочала розробку важкого бронеавтомобіля Lynx (Pansarbil м/39). Метою було створення бронемашини з кращою прохідністю, швидкістю і маневреністю, ніж попередні моделі L-180, L-181, L-182, L-185.
Данія замовила 18 Lynx і перші три прийшли влітку 1939 року для тестування. Решта 15 чекали на відправлення з заводу AB Landsverk в Копенгаген. Однак після окупації Данії, в серпні в 1940 році Шведська влада скасувала операцію і конфіскувала бронеавтомобілі, які надійшли на озброєння шведської армії як Pansarbil m/39. Крім того, армія замовила понад 30 транспортних засобів, у двох партіях. Друга партія виготовила компанія Volvo, оскільки AB Landsverk не мала необхідних потужностей для виконання замовлення. Бронеавтомобілі з заводу Penta в Шевде отримали назву m/40, оскільки мали деякі зміни в компонуванні.

### Pansarbil m/39 «Lynx»
Lynx — латинська назва рисі — дана назва була вибрана, щоб підкреслити ударну міць і мобільність бронеавтомобіля. Для броньовика був розроблений бронекорпус оригінальної конструкції. Він повинен був виготовлятися з листів товщиною до 13 мм. Для зручності виготовлення і розміщення внутрішніх агрегатів передню і задню частини корпусу зробили майже однаковими, вони мали мінімальні відмінності. Серед іншого це дозволило обладнати всередині два поста управління з прийнятним складом приладів і засобів спостереження. Наявність двох водійських місць позначилося на розміщення двигуна. Карбюраторний двигун Scania-Vabis 1664 потужністю 142 к.с. встановили в середній частині корпусу, з лівого борту. Жалюзі радіатора і вихлопну трубу помістили на борту. Таке розташування двигуна дозволило зробити порівняно просту трансмісію, яка передає крутний момент на обидві осі. Чотири колеса з кулестійкими шинами отримали листову підвіску.
Не бажаючи витрачати час на розробку нового бойового модуля, конструктори фірми Landsverk оснастили броньовик Lynx баштою від легкого танка L-60. Башту з робочими місцями командира і навідника встановили на дах бронекорпуса, зі зсувом до правого борту.
Броньовик «Рись» за своїми габаритами майже не відрізнявся від іншої шведської техніки цього класу. Його довжина перевищувала 5,2 метра, а ширина дорівнювала 2,28 м. При цьому, бронеавтомобіль вийшов трохи нижче своїх попередників. Його висота по даху вежі не перевищувала 2,2 метра. Бойова маса досягала 7,67 тонн.
На перших версія Lynx основне озброєння складала одна 20-мм автоматична гармата Madsen, встановлена у башті. Додаткове озброєння складалося з трьох 8-мм кулеметів Madsen. Два легкі кулемети були розміщені в передній і задній частині автомобіля. Третій кулемет Мадсен був спарений з гарматою в башті. Боєзапас гармати складався з 195 снарядів. Загальний боєкомплект трьох кулеметів — більше 2100 патронів.
Екіпаж бронеавтомобіля складався з шести чоловік: два механіка-водія (один в передній частині машини і один в задній), командир, навідник і два стрільця (які знаходилися біля водіїв, де розміщувалися кулемети).

### Pansarbil m/40
Шведські m/40 були зовні ідентичні з базовою моделлю, але отримали як основне озброєння одну автоматичну 20 мм гармату Bofors M/40. Дана гармата давала можливість m/40, знищувати більшість бронеавтомобілів і легких танків. Також замінили кулемети Madsen на Ksp m/39. Ще одна відмінність була у встановленні бензинових двигунів Volvo, потужністю 135 кінських сил.